# Trochalus hulstaerti
Trochalus hulstaerti är en skalbaggsart som beskrevs av Louis Burgeon 1944. Trochalus hulstaerti ingår i släktet Trochalus och familjen Melolonthidae. Inga underarter finns listade i Catalogue of Life.